# Rolf Degen (Politiker)
Rolf Degen (* 17. Mai 1950) ist ein Politiker (FDP). Er war von 2003 bis 2015 Regierungsrat des Schweizer Kantons Appenzell Ausserrhoden.  Er leitete das Departement Bildung (heute: Departement Bildung und Kultur). 
| Personendaten    | Personendaten                                                |
| ---------------- | ------------------------------------------------------------ |
| NAME             | Degen, Rolf                                                  |
| KURZBESCHREIBUNG | Schweizer Politiker (FDP) des Kantons Appenzell Ausserrhoden |
| GEBURTSDATUM     | 17. Mai 1950                                                 |